# Gyostega longicomata
Gyostega longicomata là một loài bướm đêm trong họ Geometridae.